# Hoklo

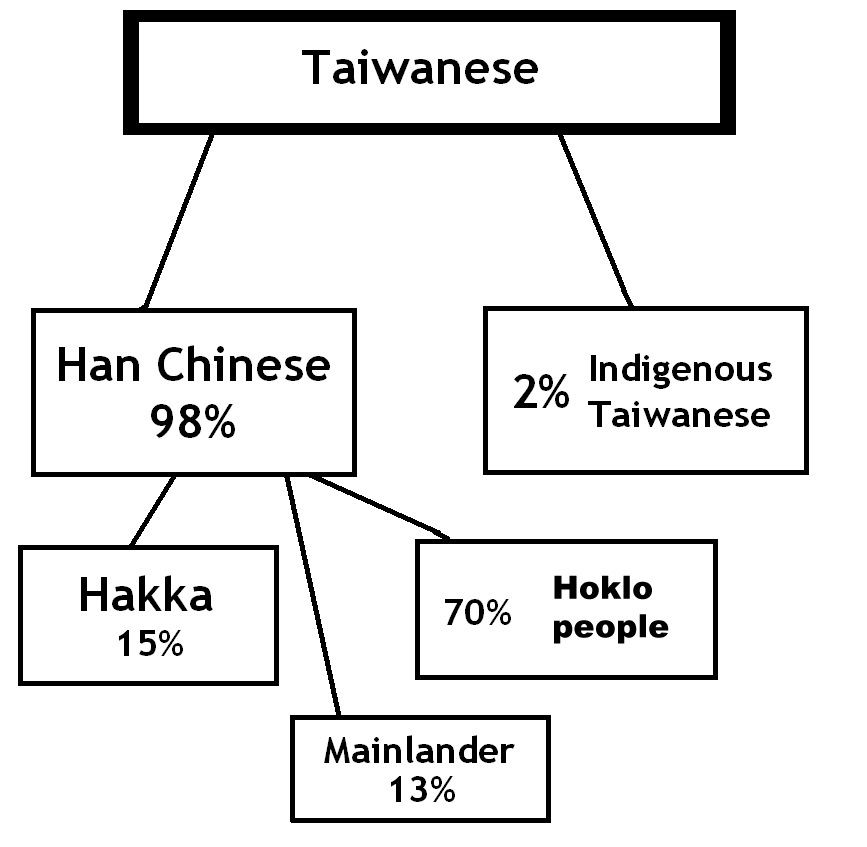
Struktura demograficzna Tajwanu

Hoklo (endonim 福佬 Hok-ló, Hō-ló; pinyin Fúlǎo) – chińska grupa etniczna, podgrupa Chińczyków Han, pochodząca z prowincji Fujian w południowych Chinach. Stanowią także ok. 70% mieszkańców Tajwanu, dokąd emigrowali w XVII i XVIII w. z Fujian. Zamieszkują również licznie różne kraje Azji południowo-wschodniej, gdzie określani są najczęściej jako Hokkien (od nazwy prowincji Fujian w dialekcie hokkien). Posługują się różnymi dialektami z grupy minnańskiej.
W węższym znaczeniu termin ten odnosi się do jedynie do osób posługujących się dialektem hokkien z grupy minnańskiej.